# Eulophus eucritus
Eulophus eucritus är en stekelart som beskrevs av Walker 1839. Eulophus eucritus ingår i släktet Eulophus och familjen finglanssteklar. Inga underarter finns listade i Catalogue of Life.